# Ripresa (pugilato)
La ripresa («round» in inglese) è ciascuna delle frazioni in cui si divide l'incontro di pugilato, pur essendo presente anche in altre discipline da combattimento.

## Durata
La durata temporale delle riprese varia in base al contesto agonistico: nel pugilato amatoriale il limite è individuato in 1'30" per la categoria femminile e in 2' per la maschile, mentre negli incontri professionistici ciascun round occupa 3'. Per quanto riguarda il numero di riprese, esso è quantificato in 4 frazioni per i match amatoriali e in 12 per gli incontri tra professionisti; solamente alcune organizzazioni minori ne prevedono 15.
Tra ogni ripresa è previsto un minuto di pausa, durante il quale agli assistenti dell'atleta è consentito — previa autorizzazione dell'arbitro — l'accesso al ring per consigliare il pugile e curarlo da eventuali ferite.

## Storia
L'introduzione delle riprese è ascrivibile al Marchese di Queensberry, che nel 1867 le codificò a titolo regolamentare. Antecedentemente, il numero di round era concordato tra i pugili prima dell'inizio del combattimento oppure rimesso alla discrezionalità arbitrale.
Nel corso del XX secolo, la crescente casistica di incidenti — talvolta dall'esito fatale — verificatasi sui ring indusse le federazioni pugilistiche (soprattutto per quanto concerne il panorama americano) ad abbassare il numero di riprese da 15 a 12. L'innovazione regolamentare, applicata gradualmente negli anni Ottanta, non mancò di suscitare polemiche sotto il profilo agonistico.